# Barbara Ann Scott
Pour les articles homonymes, voir Scott.
Barbara Ann Scott, née le 9 mai 1928 à Ottawa (Ontario, Canada) et morte le 30 septembre 2012 à Fernandina Beach sur Amelia Island (Floride, États-Unis), est une patineuse artistique canadienne, championne olympique et championne du monde.

## Biographie

### Carrière sportive
Barbara a commencé à patiner très jeune. À 11 ans, elle est championne du Canada de niveau junior. En 1942, elle devient la première femme à réussir un double Lutz, lorsqu'elle est âgée de seulement 13 ans.
De 1945 à  1948, elle est championne nord-américaine. En 1947, elle remporte les championnats d'Europe et les championnats du monde. Elle est la première patineuse nord-américaine à faire ce doublé. Cette médaille d'or aux championnats du monde de patinage artistique est la toute première pour le Canada, toutes disciplines confondues. En guise de cadeau, sa ville natale Ottawa lui offre une voiture. Barbara dut la refuser pour pouvoir conserver son statut d'amateur et participer aux Jeux olympiques de 1948.
Durant les Jeux olympiques de 1948, elle remporte la médaille d'or et elle devient la première patineuse artistique canadienne à remporter une telle médaille. 1948 est une bonne année, puisqu'elle remporte toutes les compétitions : les championnats canadiens, nord-américains, européens, du monde et les Jeux olympiques. Elle devient la première canadienne à remporter l'or olympique et l'or aux championnats du monde en patinage artistique.

### Reconversion
Elle est devenue professionnelle en 1948. Elle a patiné dans un spectacle de patinage avec une troupe professionnelle aux États-Unis de 1949 à 1954. Elle y a rencontré Tom King, son futur mari qu'elle a épousé en 1955.
Après sa retraite définitive du patinage, elle s'est consacrée à l'élevage de chevaux d'exposition. Elle s'est classée parmi les meilleures cavalières des États-Unis, vers l'âge de 45 ans.
Elle a remporté le Trophée Lou Marsh en 1945, 1947 et 1948. Elle est la première femme à avoir remporté ce trophée. De plus, Barbara a été intronisée au Temple de la renommée canadien olympique en 1948, au Temple de la renommée des sports canadien en 1955, au Temple de la renommée du patinage artistique canadien en 1991, à l'Allée des célébrités canadiennes en 1998. Elle a été faite Officier de l'Ordre du Canada en 1991.
Le 10 décembre 2009, revêtue de l'uniforme des coureurs du relais du flambeau olympique, elle a porté et présenté le flambeau aux parlementaires canadiens réunis à la Chambre des Communes, à Ottawa.

## Palmarès
| Compétitions principales                                                         | 1941 | 1942 | 1943 | 1944 | 1945 | 1946 | 1947 | 1948 |
| Jeux olympiques d'hiver                                                          |      |      |      | JA   |      |      |      | 1re  |
| Championnats du monde                                                            | CA   | CA   | CA   | CA   | CA   | CA   | 1re  | 1re  |
| Championnats d'Amérique du Nord                                                  | 6e   |      | CA   |      | 1re  |      | 1re  |      |
| Championnats d'Europe                                                            | CA   | CA   | CA   | CA   | CA   | CA   | 1re  | 1re  |
| Championnats du Canada                                                           | 2e   | 2e   | CA   | 1re  | 1re  | 1re  | F    | 1re  |
| Légende : F= Forfait ; JA = Jeux olympiques annulés ; CA = Championnats annulés. |      |      |      |      |      |      |      |      |

## Honneurs
- 2010 : Elle est l'une des huit personnalités canadiennes choisies pour porter fièrement le drapeau olympique à l'ouverture  des jeux d'hiver 2010 à Vancouver.
- 1945, 1947 et 1948 : Trophée Lou Marsh.

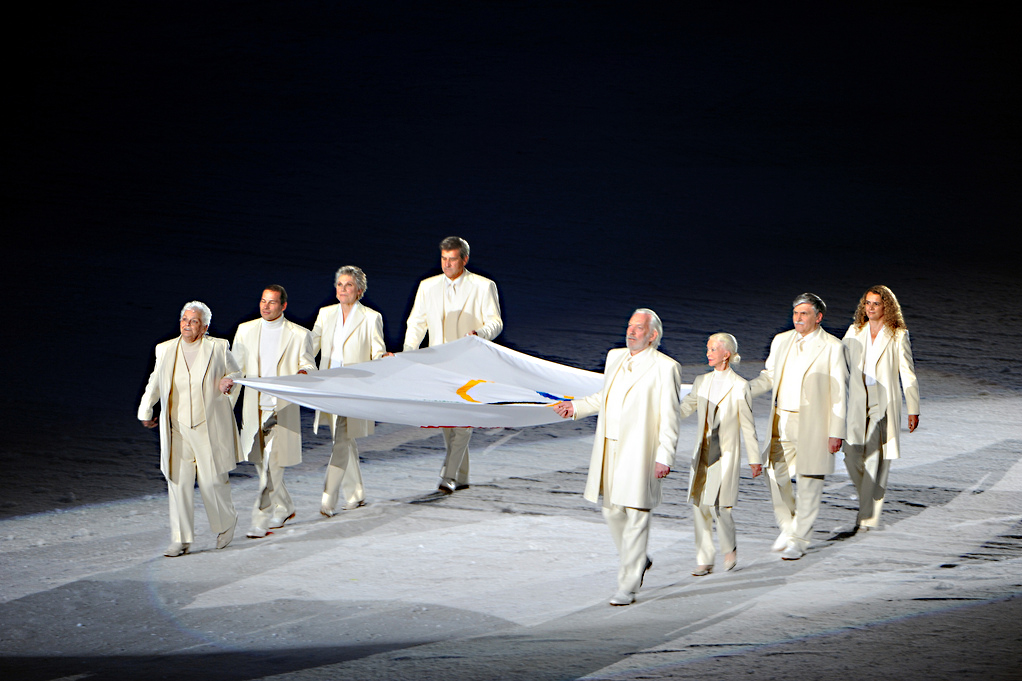
Ils portent fièrement le drapeau olympique des Jeux olympiques d'hiver 2010 à Vancouver.